# Keskenylevelű tőzegmoha
A keskenylevelű tőzegmoha vagy tőrlevelű tőzegmoha (Sphagnum cuspidatum) a lombosmohák (Bryophyta) törzsébe és a tőzegmohák (Sphagnopsida) osztályába tartozó faj.

## Előfordulása
Ez a tőzegmoha, főleg Európában és Észak-Amerika keleti felén fordul elő. Azonban állományai találhatók Dél-Amerikában, Ázsia keleti és délkeleti részein, valamint Afrika, Ausztrália és Új-Zéland egyes területein.

## Megjelenése
A keskenylevelűlevelű tőzegmoha laza, többnyire vízben úszó gyepeket alkot. Színe sárgászöld, sötétzöld. Szára petyhüdt, körülbelül 10-20 centiméter, örvösen elágazik. Az oldalágak a csúcson tömött fejecskévé szorulnak össze. A szárlevelek keskeny háromszög alakúak, erősen kihegyezettek, az oldalágak levelei a szélességüknél négyszer-ötször hosszabbak, csúcsukon cső alakúan összepödrődtek. A spóratokok sötétbarnák, körülbelül 1 centiméteres nyélen fejlődnek az ágak csúcsán.

## Életmódja
A keskenylevelű tőzegmoha a savanyú, tőzegmohás dagadólápok lakója, de fenyérek tápanyagban szegény tavacskáiban is előfordul.

## Alfajai, változatai
- Sphagnum cuspidatum subsp. dusenii (C.E.O. Jensen) Bott.
- Sphagnum cuspidatum subsp. laxifolium (Müll. Hal.) Lindb.
- Sphagnum cuspidatum subsp. recurvum (P. Beauv.) Hérib.
- Sphagnum cuspidatum subsp. riparium (Ångström) Lindb.
- Sphagnum cuspidatum var. cuspidatum
- Sphagnum cuspidatum var. flaccidifolium (Dixon ex A. Johnson) A. Eddy
- Sphagnum cuspidatum var. limprichtii (Schlieph. ex Warnst.) Hérib.
- Sphagnum cuspidatum var. malaccense (Warnst.) Wijk & Margad.
- Sphagnum cuspidatum var. microporum (Warnst.) Paris
- Sphagnum cuspidatum var. mougeotii (Schimp.) Boulay
- Sphagnum cuspidatum var. polyphyllum (Schlieph.) Schlieph.
- Sphagnum cuspidatum var. stellare (Roll) Roll
- Sphagnum cuspidatum var. subrecurvum (Warnst.) A. Eddy
- Sphagnum cuspidatum var. tenellum Warnst.

## Képek

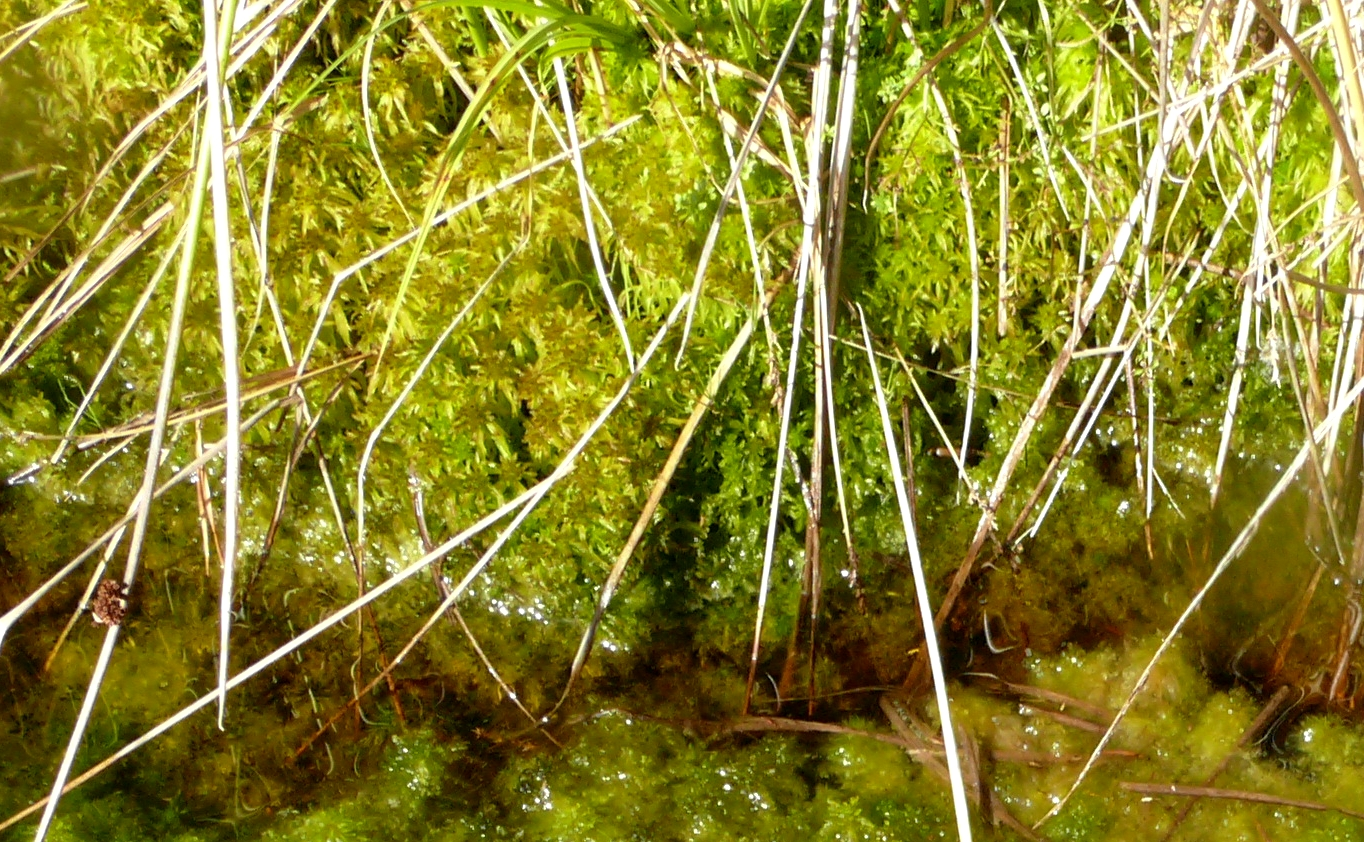
Telepei
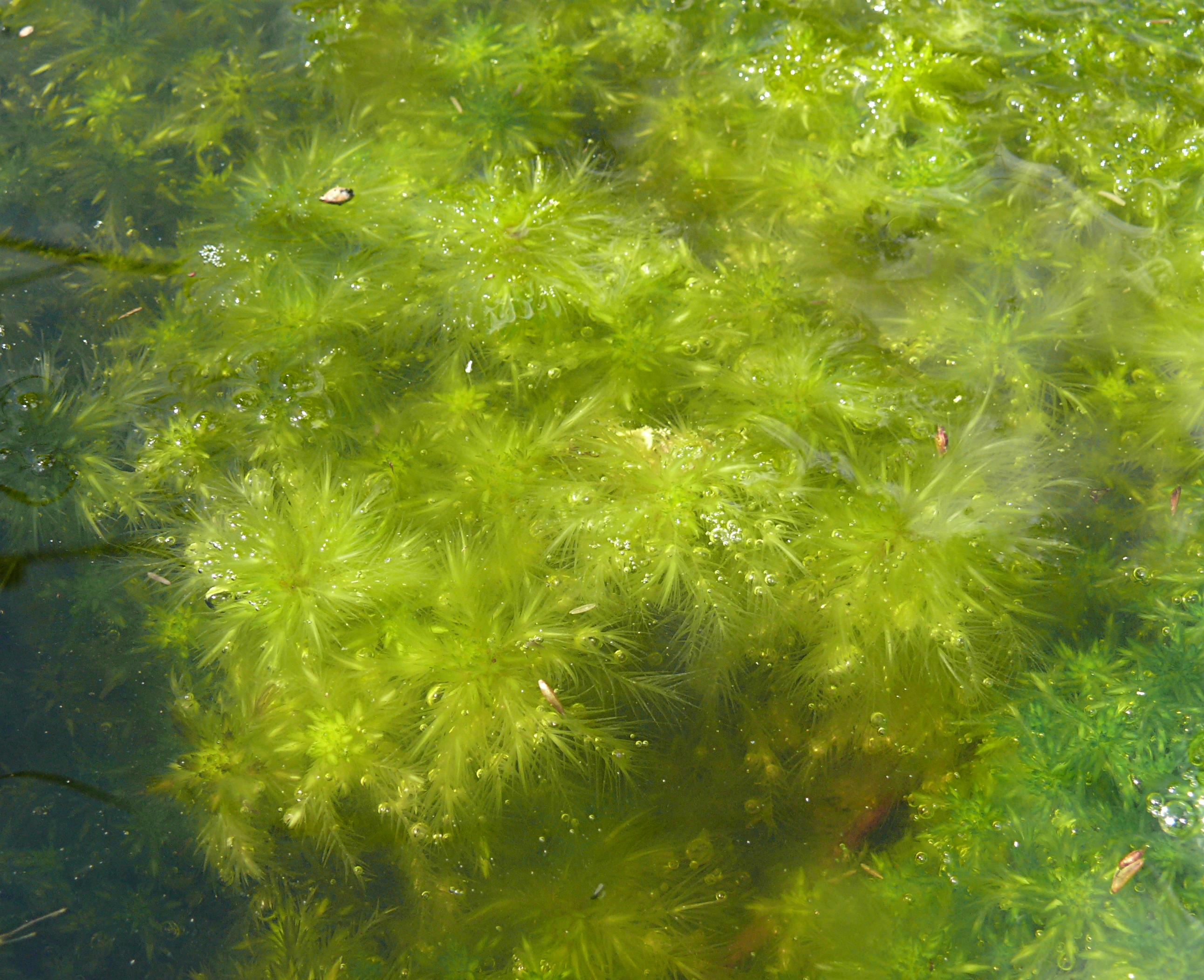
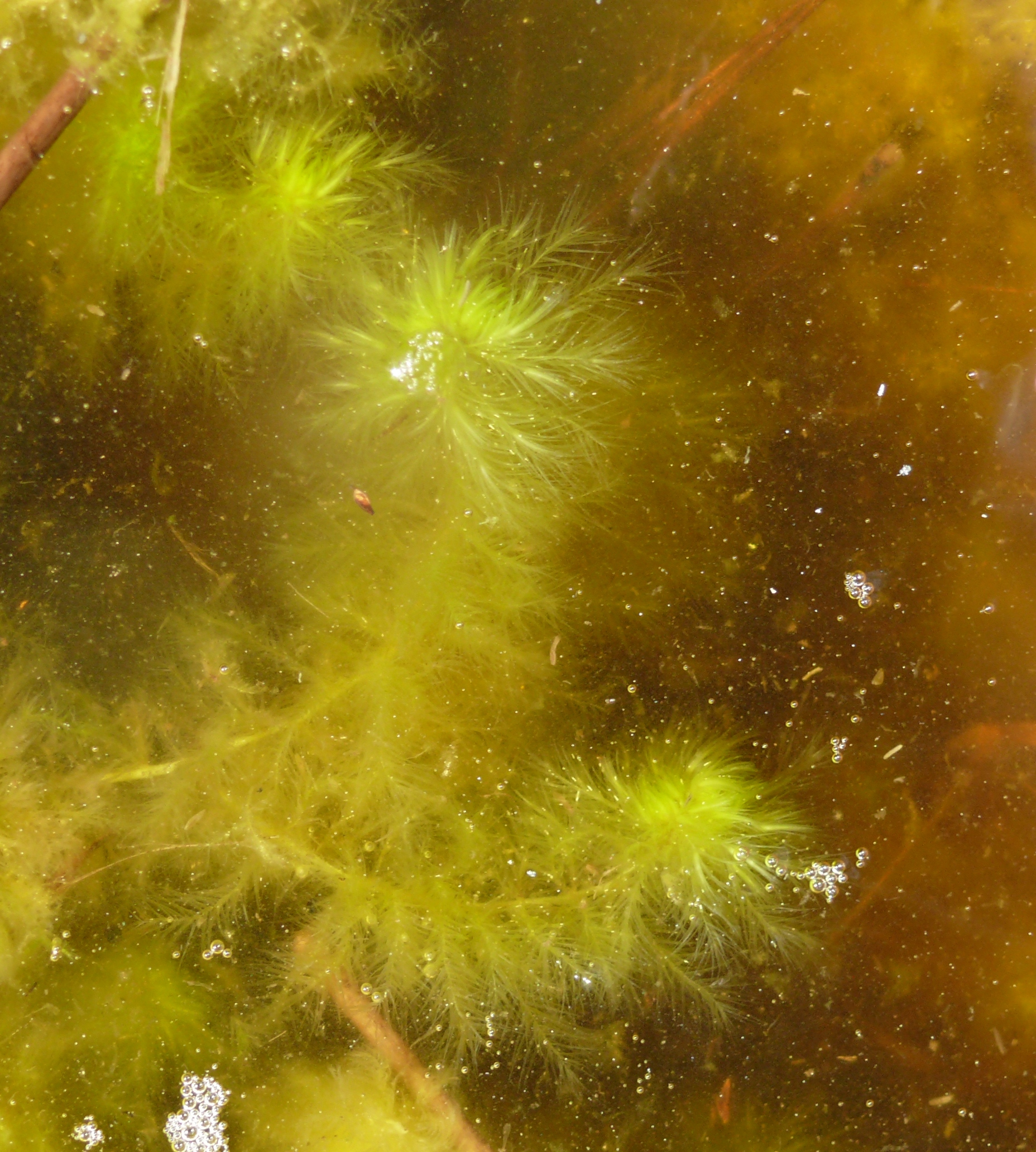
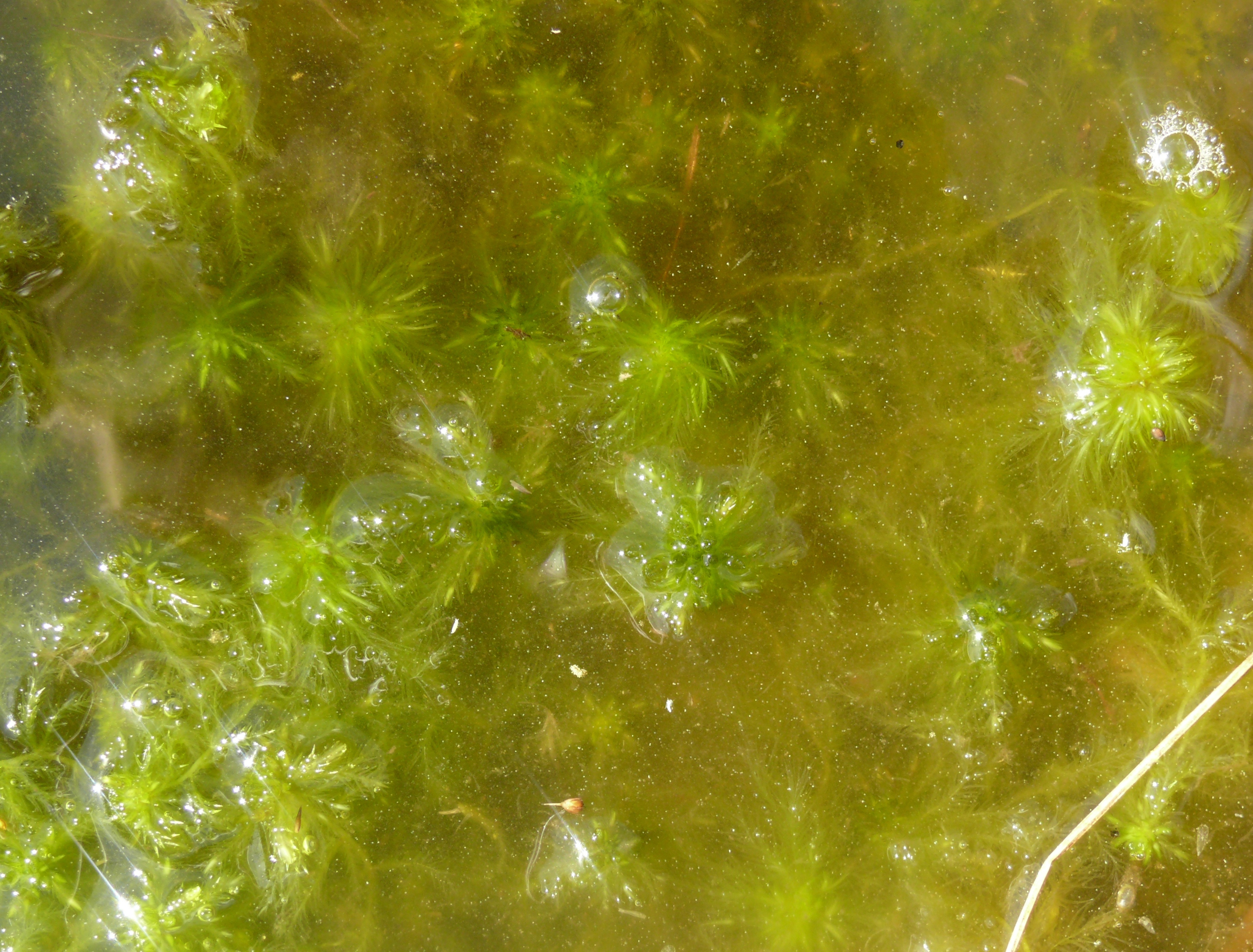
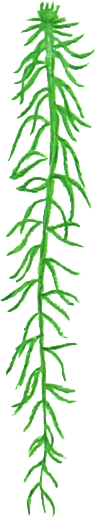
Rajz a növényről